# Palosaari (ö i Finland, Norra Savolax, Norra Savolax, lat 63,59, long 27,81)
Palosaari är en ö i Finland. Den ligger i sjön Sälevä och i kommunen Sonkajärvi i den ekonomiska regionen  Övre Savolax ekonomiska region  och landskapet Norra Savolax, i den centrala delen av landet, 400 km norr om huvudstaden Helsingfors. Öns area är 1,9 hektar och dess största längd är 210 meter i sydöst-nordvästlig riktning.